# Јирген Бона Мајер
Јирген Бона Мајер, њемачки филозоф, учитељ, и активиста образовања.
Рођен у породици богатог трговца, 1842-1849 учио је у локалној средњој школи.
Године 1849 уписао се на Универзитет у Бону, гдје је студирао медицину, и филозофију. У 1854 докторирао је на истраживању Аристотелове ( гр. 'Περὶ Τὰ Ζῷα Ἱστορίαι' ) историје зоологије , раду писаном под руководством Адолфа Тренделенбурга. Током студија, 1850 у Бону постао је члан студентског Франачког братства.

## Радови
- Оспорити и душу и тијело 1856
- Идеје и преселења душе 1861
- O Фихтеовом говору на адресу Њемачке нације.
- Кантова психологија, 1869